# Fontenelle, Côte-d'Or
Fontenelle är en kommun i departementet Côte-d'Or i regionen Bourgogne-Franche-Comté i östra Frankrike. Kommunen ligger i kantonen Fontaine-Française som tillhör arrondissementet Dijon. År 2022 hade Fontenelle 169 invånare.

## Befolkningsutveckling
Antalet invånare i kommunen Fontenelle
Referens:INSEE